# Coralliophila suduirauti
Coralliophila suduirauti is een slakkensoort uit de familie van de Muricidae. De wetenschappelijke naam van de soort is voor het eerst geldig gepubliceerd in 2003 door Smriglio & Mariottini.